# Rubin (pomme)
Pour les articles homonymes, voir Rubin.

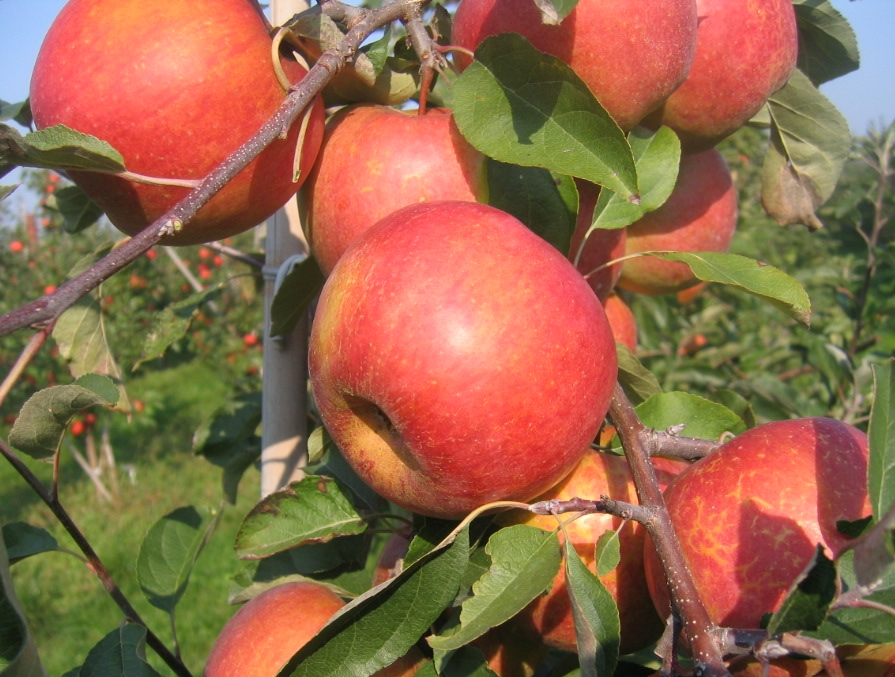
Pommes Rubin.

Rubin est le nom d'un cultivar de pommier domestique.
Nom botanique: Malus domestica Bockh rubin

## Origine
Université de Prague, 1960.

## Parenté
Croisement de Lord Lambourne x Golden Delicious 
Croisement de Golden Delicious x Lord Lambourne 
Descendants
- Katka
- Topaz = Rubin x Vanda
- Pirouette = Rubin x Clivia

Mutant
- Bohemia

## Pollinisation
- Cultivar diploïde autofertile
- Groupe de pollinisation : B